# Аныха-паю
Аныха-паю (абх. аныхаҧааҩы — «сыновья святилища») — жрец божества Анцва в абхазской традиционной религии.

## Сведения
Аныха-паю рассматриваются как посредники между Анцва и человеком, потому их душа должна быть чистой и в ней не должно быть корысти и зависти.
В спорах и прочих конфликтах аныха-паю играет роль судьи, поскольку решения конфликтов и споров проходили именно перед святилищем.

## Интересные факты
Жрецом может стать лишь представитель определенного жреческого рода.
Существовавший ранее в Абхазии Совет жрецов был восстановлен 3 августа 2012 года. Жрец святилища Дыдрыпш-ныха в Гудаутском районе Заур Чичба является также Верховным жрецом Абхазии.